# Oscar Brandtberg

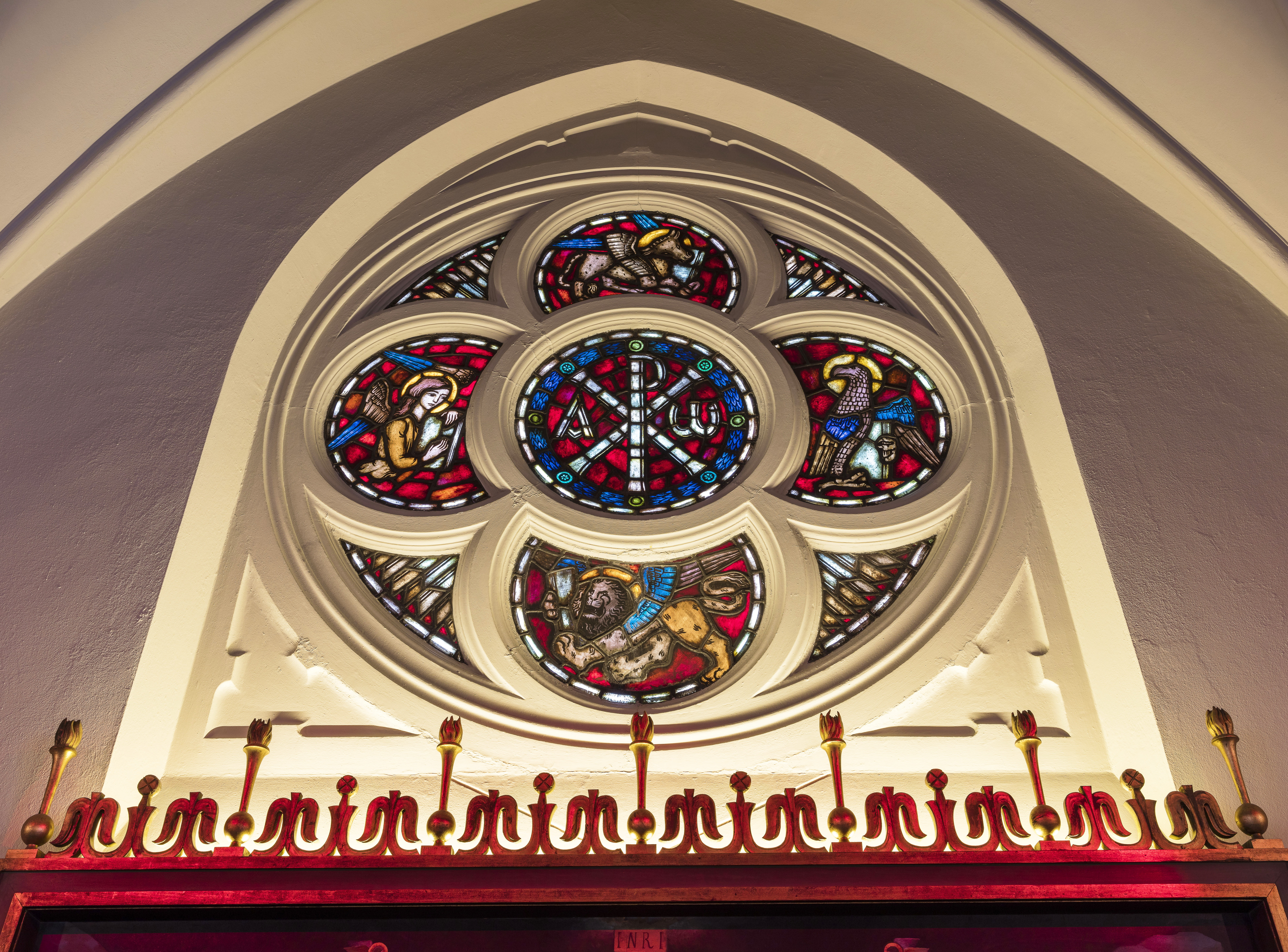
Rosettfönstret över altaret i Sandsborgs kapell på Sandsborgskyrkogården.

Carl Oscar Botvid Brandtberg, född 28 januari 1886 i Stockholm, död 26 februari 1957 på Lidingö, var en svensk konstnär och tecknare.

## Biografi
Brandtberg var överlärare vid Tekniska skolan i Stockholm 1914–1946. Han utförde dekorationsmålningar vid Stockholmsutställningen 1909, vid Baltiska utställningen i Malmö 1914 och i svenska paviljongen vid utställningen i San Francisco 1915.  Brandtberg var konsthantverkare och har bland annat utfört glasmålningar i Högalidskyrkan på Södermalm samt utfört dekorationer i Uppståndelsekyrkan i Saltsjöbaden. Han ägnade sig även åt textila, främst kyrkliga kompositioner. Brandtberg dekorerade även flera av Stockholms restauranger. Han var far till konstnären Sture Brandtberg (1914–2004). Oscar Brandtberg är begravd på Lidingö kyrkogård.